# マダイ属
マダイ属 (Pagrus)は、条鰭綱スズキ目（2016年発行のFishes of the World 5th Editionではタイ目）タイ科に分類される属。西太平洋、大西洋、地中海に分布する。商業漁業の対象となり、養殖される貴重な食用魚である。

## 分類と名称
1816年にフランスの動物学者であるジョルジュ・キュヴィエによって初めて属として提案され、その唯一の種は Sparus pagrus であった。S. pagrus は、1758年にカール・フォン・リンネによって「自然の体系」の中で記載され、タイプ産地は南ヨーロッパの地中海であった。マダイ亜科に分類されることもあるが、『Fishes of the World』第5版ではタイ科に亜科を認めていない。従来スズキ目に分類されていたが、『Fishes of the World』第5版では、タイ目に分類されている。属名はギリシア語で「タイ」を意味し、アリストテレスの時代から使われている言葉である。

## 下位分類
FishBaseによると、6種が分類されている。ゴウシュウマダイを独自の属 Chrysophrys に分類する見解もある。
- Pagrus africanus (Akazaki, 1962) アフリカマダイ (Southern common seabream)
- Pagrus auratus (Forster, 1801) ゴウシュウマダイ (Silver seabream or Australasian snapper)
- Pagrus auriga (Valenciennes, 1843) マルダイ (Redbanded seabream)
- Pagrus caeruleostictus (Valenciennes, 1830) (Bluespotted seabream)
- Pagrus major (Temminck & Schlegel, 1843) マダイ (Red seabream)
- Pagrus pagrus (Linnaeus, 1758) ヨーロッパマダイ (Common seabream or red porgy)

## 形態
背側の輪郭は丸みを帯び、体は側扁した楕円形である。後鼻孔は楕円形で、前鼻孔には切れ目が入る。口は小さく水平で適度に突き出ており、上顎の端は眼窩下骨に覆われる。顎には2列の歯があり、前列は6本の鋭い犬歯のような歯と、その後方に6本の大臼歯のような歯がある。前鰓蓋縁は滑らかである。背鰭は低く、12棘から成り、臀鰭は基部が短く、3本の短い棘と8本の軟条から成る。胸鰭は明らかに腹鰭よりも長い。頬と鰓蓋には鱗があるが、吻部や目と口の間に鱗は無い。側線には48 - 60枚の鱗があり、その起部には大きな斑点は無い。最大種はゴウシュウマダイで、最大全長は130cmである。最小種はアフリカマダイで、最大全長は75cmである。

## 分布と生態
ヨーロッパマダイは大西洋と地中海に、マルダイと P. caeruleostictus は大西洋東部と地中海に分布する。アフリカマダイは西アフリカ沖の大西洋東部に、残りの2種は西太平洋に分布する。マダイはおそらく養殖生簀から逸脱し、地中海に持ち込まれた。岩場など硬い底を好むが、河口に生息することもある。肉食性で、臼歯を使って貝などの軟体動物や甲殻類を砕いて食べ、頭足類や魚類などの柔らかい獲物も食べる。ヨーロッパマダイと P. caeruleostictus は部分的に雌性先熟の雌雄同体である。

## 人との関わり
食用魚として重宝されるほか、魚粉や魚油の原料としても利用されており、漁業の対象となっている。日本と地中海では養殖にも利用されている。